# Petre S. Aurelian
Petre S. Aurelian (Slatina, 13 de diciembre de 1833 - Bucarest, 24 de enero de 1909) fue un político, economista y agrónomo rumano.

## Biografía
Pedro estudió derecho en Bucarest y tras recibir una pensión del gobierno viajó a Francia para estudiar Agricultura  cerca de París.
Posteriormente, viajó por el mediodía de Francia e Italia y en 1860 retornó a su patria donde obtuvo primero una cátedra de Agronomía , luego la dirección de la Escuela de Agricultura de Panteleimon y más tarde la de Forestren, en las inmediaciones de Bucarest, y en 1877 fue nombrado ministro de agricultura.

## Aportaciones
- A instancias suyas se creó en Rumania un ministerio de agricultura.
- Creó el crédito popular en su país.
- Fundó la Sociedad Económica.
- Organizó una gran Asociación Agraria.
- Dirigió la Revista científica.
- Representó a su país en las Exposición Universal de París (1867) y en la  Exposición Universal de Viena (1873).

## Obra
- Catecismo de economía política.
- Calendario del agricultor rumano.
- Manual de agricultura.
- Memoria sobre la agricultura de los rumanos.
- Noticia sobre el estado económico de Rumania.
- Nuestra tierra.
- Opere economice, Bucuresti: Editura Academiei Republicii socialiste Romani, 1967.
- Plantele cereale si leguminose la Romani, Bucuresci: C. Göbl, 1904.
- Otras.

## Valoración
- Como economista defendió el proteccionismo.
- Como escritor agrónomo decir lo siguiente:
  - Lenguaje fácil.
  - Adaptado a la cultura popular.
  - Tuvieron en su país mucho éxito sus obras por ser eminentemente agrícola.